# Castel di Ieri
Castel di Ieri – miejscowość i gmina we Włoszech, w regionie Abruzja, w prowincji L’Aquila.
Według danych na rok 2004 gminę zamieszkuje 405 osób, 22,5 os./km².